# Nadir El Fassi
Nadir El Fassi (* 23. September 1983 in Perpignan) ist ein ehemaliger französischer Leichtathlet, der sich auf den Zehnkampf spezialisiert hat. Seinen größten sportlichen Erfolg feierte er mit dem Vizehalleneuropameistertitel im Siebenkampf 2011 in Paris.

## Sportliche Laufbahn
Erste internationale Erfahrungen sammelte Nadir El Fassi im Jahr 2002, als er bei den Halleneuropameisterschaften in Wien mit 5844 Punkten den achten Platz im Siebenkampf belegte. Im Sommer gewann er bei den Juniorenweltmeisterschaften in Kingston mit 7677 Punkten die Silbermedaille im Zehnkampf. 2005 gelangte er bei den Halleneuropameisterschaften in Madrid mit 5746 Punkten auf den neunten Platz im Siebenkampf und im Juli belegte er bei den U23-Europameisterschaften in Erfurt mit 7562 Punkten den siebten Platz im Zehnkampf. Anschließend gewann er bei der Sommer-Universiade in Izmir mit 7724 Punkten die Bronzemedaille hinter dem Belarussen Aljaksandar Parchomenka und François Gourmet aus Belgien, ehe er bei den Spielen der Frankophonie in Niamey mit 7307 Punkten die Silbermedaille hinter seinem Landsmann Romain Barras gewann. Im Jahr darauf wurde er bei den Europameisterschaften in Göteborg mit 7604 Punkten 16. und 2009 gelangte er bei den Weltmeisterschaften in Berlin mit 7922 Punkten auf Rang 21. Im Jahr darauf wurde er beim Hypomeeting in Götzis mit 7262 Punkten 20. und erreichte anschließend bei den Europameisterschaften in Barcelona mit 7906 Punkten Rang zwölf. 2011 gewann er bei den Halleneuropameisterschaften in Paris mit 6237 Punkten die Silbermedaille im Siebenkampf hinter dem Belarussen Andrej Krautschanka und 2015 beendete er dann seine aktive sportliche Karriere im Alter von 32 Jahren.
In den Jahren 2006, 2009 und 2010 wurde El Fassi französischer Meister im Zehnkampf sowie 2010 Hallenmeister im Siebenkampf.

## Persönliche Bestleistungen
- Zehnkampf: 8110 Punkte, 27. Juni 2010 in Saint-Étienne
  - Siebenkampf (Halle): 6237 Punkte, 6. März 2011 in Paris